# Andrea Gardini

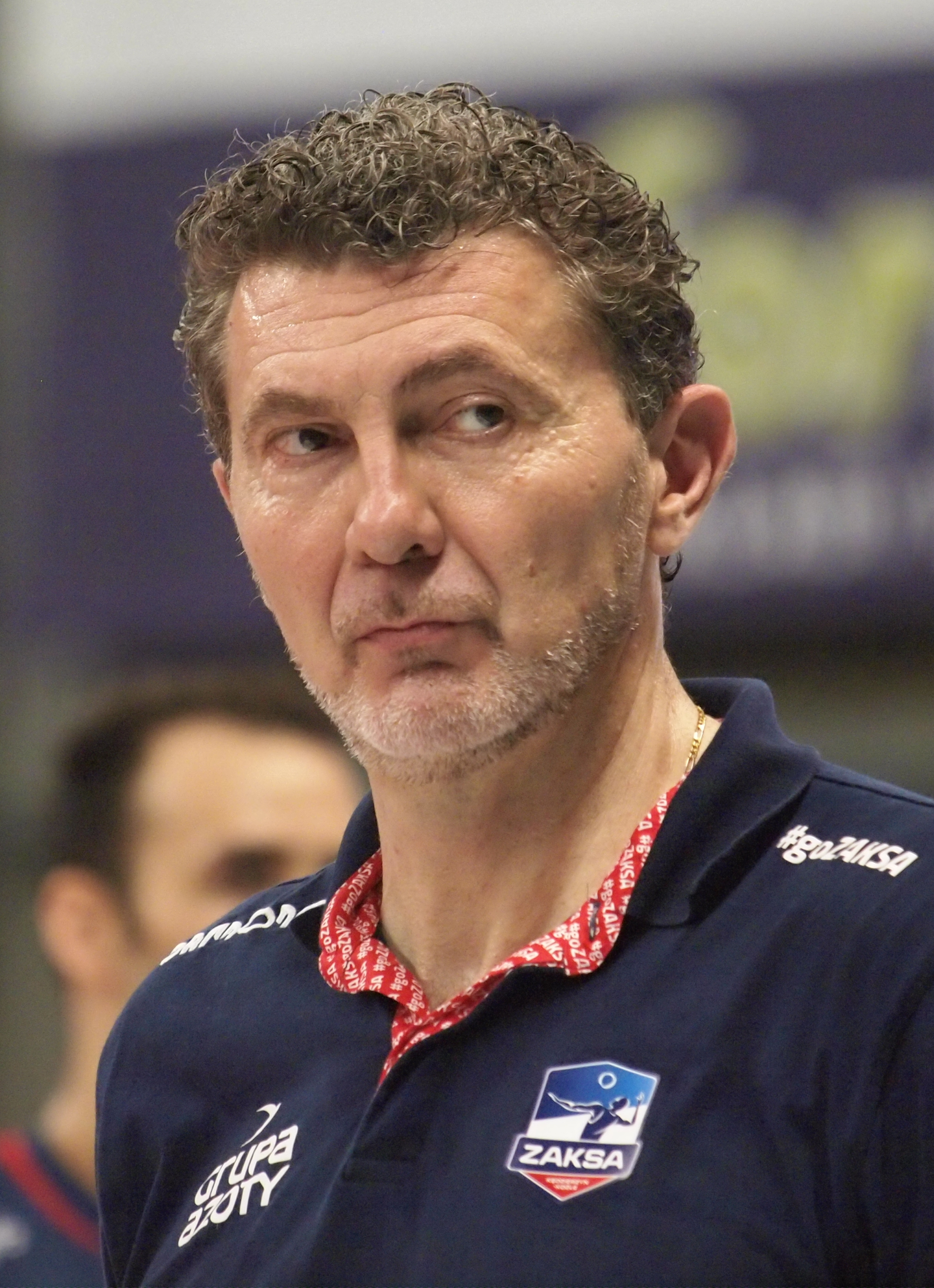
Andrea Gardini trenerem klubu ZAKSA Kędzierzyn-Koźle

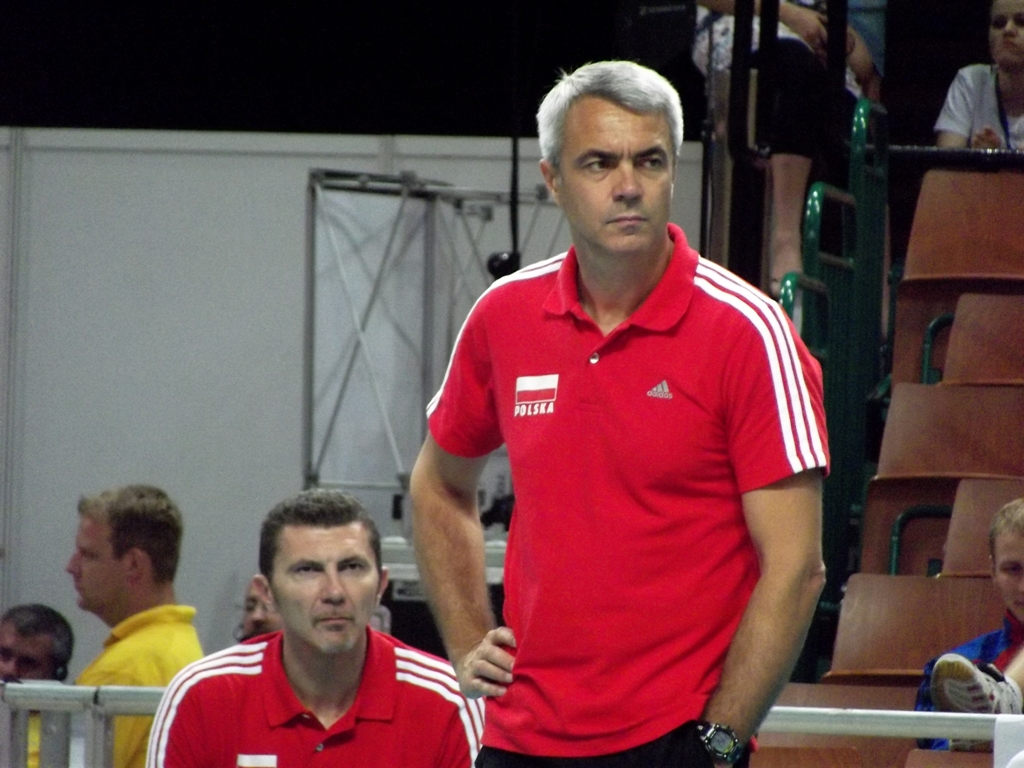
Andrea Gardini asystentem trenera Andrei Anastasiego w reprezentacji Polski

Andrea Gardini (ur. 1 października 1965 w Bagnacavallo) – włoski siatkarz, dwukrotny medalista olimpijski, wielokrotny medalista mistrzostw świata i mistrzostw Europy. Grał na pozycji środkowego. Jest 418–krotnym reprezentantem Włoch. 
Gardini to jeden z najbardziej utytułowanych graczy włoskiej siatkówki. Zdobywca 7 tytułów mistrza kraju z 4 różnymi klubami. Jest członkiem amerykańskiej galerii sław siatkarskich – Volleyball Hall of Fame.
Jego syn Davide i córka Beatrice uprawiają zawodowo siatkówkę.

## Kariera klubowa
„Il Gardo” swoje pierwsze trofeum – Puchar Zdobywców Pucharu – wywalczył w 1987, z klubem Tartarini Bologna. Na początku lat 90., Gardini, grając dla Messaggero Rawenna, z amerykańskim duetem Steve Timmons i Karch Kiraly, został po raz pierwszy Mistrzem Włoch (1991) i podwójnym Klubowym Mistrzem Pucharu Europy (1992 i 1993). Zdobywał również Puchar Włoch (1991) oraz Superpuchar Europy (1992). W latach 1993–1999, grając dla Sisley Treviso, u boku takich gwiazd jak Lorenzo Bernardi (tytuł Zawodnika Stulecia) Andrea Zorzi, Paolo Tofoli, Dmitrij Fomin, Ron Zwerver, Pasquale Gravina czy Peter Blangé, wywalczył 4 tytuły Mistrza Włoch (1994, 1996, 1998 i 1999), 2 tytuły Klubowego Mistrza Pucharu Europy (1995, 1999), Puchar Zdobywców Pucharu (1994), Superpuchar Europy (1994), Puchar CEV i Superpuchar Włoch (oba w 1998). W 2000, grając dla stołecznego Piaggio Roma, wywalczył kolejny tytuł mistrza Włoch oraz Puchar CEV. Swój ostatni tytuł mistrza kraju Gardini zdobył dwa lata później, w 2002 roku, grając z takimi zawodnikami jak Andrea Giani czy Luca Cantagalli, w klubie Kerakoll Modena – odwiecznym rywalu Sisley Treviso. Po zakończeniu swojej kariery w 2004 roku, Gardini powrócił do klubu Daytona Modena, gdzie objął funkcją dyrektora sportowego. Rolę tę pełnił do 2006 roku.

### Sukcesy
Puchar CEV:
- 1998, 2000
- 2004
- 1986

Puchar Zdobywców Pucharów:
- 1987, 1994
- 1988, 1990

Puchar Włoch:
- 1991

Mistrzostwo Włoch:
- 1991, 1994, 1996, 1998, 1999, 2000, 2002
- 1992, 1995, 1997, 2003, 2004

Klubowe Mistrzostwa Świata:
- 1991

Puchar Europy Mistrzów Klubowych / Liga Mistrzów:
- 1992, 1993, 1995, 1999
- 2003
- 2001

Superpuchar Europy:
- 1992, 1994

Superpuchar Włoch:
- 1998

## Kariera reprezentacyjna
Gardini był również filarem włoskiej siatkarskiej reprezentacji kraju. Zadebiutował w Aoście, 18 marca 1986, grając przeciwko reprezentacji Argentyny (Włochy wygrały ten mecz 3-2). Kapitanem reprezentacji Gardini był od 1992. Swoją reprezentacyjną karierę zakończył również grając przeciwko Argentynie, w dniu swoich 35. urodzin, 1 października 2000, na Igrzyskach Olimpijskich w Sydney, w meczu o 3. miejsce. W latach 90. został trzykrotnym mistrzem świata (1990, 1994, 1998), czterokrotnym mistrzem Europy (1989, 1993, 1995, 1999) i sześciokrotnym zdobywcą Ligi Światowej (1990, 1991, 1992, 1994, 1997 i 2000). Wywalczył również Puchar Wielkich Mistrzów (1993), Puchar Świata (1995) oraz dwa medale olimpijskie: srebro w 1996 w Atlancie oraz brąz w 2000 w Sydney.

### Sukcesy
Letnia Uniwersjada:
- 1987

Mistrzostwa Europy:
- 1989, 1993, 1995, 1999
- 1991
- 1997

Puchar Świata:
- 1995
- 1989

Liga Światowa:
- 1990, 1991, 1992, 1994, 1997, 2000
- 1996
- 1993

Mistrzostwa Świata:
- 1990, 1994, 1998

Puchar Wielkich Mistrzów:
- 1993

Igrzyska Olimpijskie:
- 1996
- 2000

### Nagrody indywidualne
- 1988: Najlepszy atakujący Igrzysk Olimpijskich
- 1989: Najlepszy atakujący Pucharu Świata
- 1990: Najlepszy blokujący Ligi Światowej

## Kariera trenerska
Od momentu objęcia posady trenera reprezentacji Polski przez Andreę Anastasiego był jego asystentem (2011–2013), także tę funkcję pełnił u Anastasiego w reprezentacji Włoch w latach 2007-2010. W sezonie 2016/2017 trener Indykpolu AZS Olsztyn, po rozwiązaniu umowy z Krzysztofem Stelmachem. W latach 2017–2019 był trenerem polskiego klubu ZAKSY Kędzierzyn-Koźle. Z klubem z Kędzierzyna-Koźla zdobył mistrzostwo Polski w sezonie 2018/2019, wicemistrzostwo Polski w sezonie 2017/2018, Puchar Polski w sezonie 2018/2019 i ponadto uczestniczył w turnieju finałowym Ligi Mistrzów (2017/2018).
W 2019 roku został trenerem zespołu Gas Sales Piacenza, funkcję tę pełnił do 22 września 2020 roku, kiedy został zwolniony. Od 22 stycznia 2021 do 14 kwietnia 2022 trenował drużynę Jastrzębski Węgiel, został odsunięty od prowadzenia zespołu ze względu na niezadowalające wyniki sportowe w fazie play-off.

### Sukcesy
Puchar Polski:
- 2019

Liga polska:
- 2019, 2021
- 2018

Superpuchar Polski:
- 2021

Puchar Ligi Greckiej:
- 2024[11]

Superpuchar Grecji:
- 2025[12]

Puchar Grecji:
- 2025[13]

Liga grecka:
- 2025[14]

## Odznaczenia
25 lipca 2000 został odznaczony Orderem Zasługi Republiki Włoskiej.